# Тростянка (Смоленская область)
Тростянка — деревня в Починковском районе Смоленской области России. Входит в состав Княжинского сельского поселения. Население — 144 жителей (2010 год).

## История
Деревня существовала уже в конце XVIII века, она обозначена на Планах Генерального Межевания Смоленской Губернии от 1780—1790 годов.
В середине XIX века в Тростянке было 30 крестьянских дворов с 305 жителями обоего пола и господский дом. Деревня принадлежала помещице Миклашевской.
В начале XX века в Тростянке располагалось имение Владимира Михайловича Вороновского, известного в те времена земского деятеля. Его стараниями в Тростянке была построена начальная школа в 1914 году и Высшее начальное училище в 1917 году.
В годы Великой Отечественной войны деревня была оккупирована гитлеровскими войсками в июле 1941 года, освобождена в сентябре 1943 года.
В 1930—1960-е годы рядом с Тростянкой работало торфопредприятие, добывывшее торф для Фроловского спиртзавода и местных нужд.

## География
Расположена в центральной части области в 17 км к юго-западу от Починка, на берегу реки Сож. Через деревню протекает ручей Песчанка, впадающий в Сож.
В начале XX века кроме собственно деревни Тростянка вокруг неё образовалось несколько выселков, на карте 1920-х годов называвшихся Тростянка 1-я, Тростянка 2-я и т. д. К настоящему времени из них осталась только одна — Малая Тростянка. Также между деревнями Тростянка и Тереховка находилась ныне исчезнувшее селение Хотимля.

## Население
| 2010 |
| ---- |
| 144  |

## Транспорт
В 15 км западнее проходит автодорога А141 Орёл — Витебск. В 18 км северо-восточнее деревни расположена железнодорожная станция Энгельгардтовская на линии Смоленск — Рославль.